# 비치크래프트 슈퍼 킹 에어

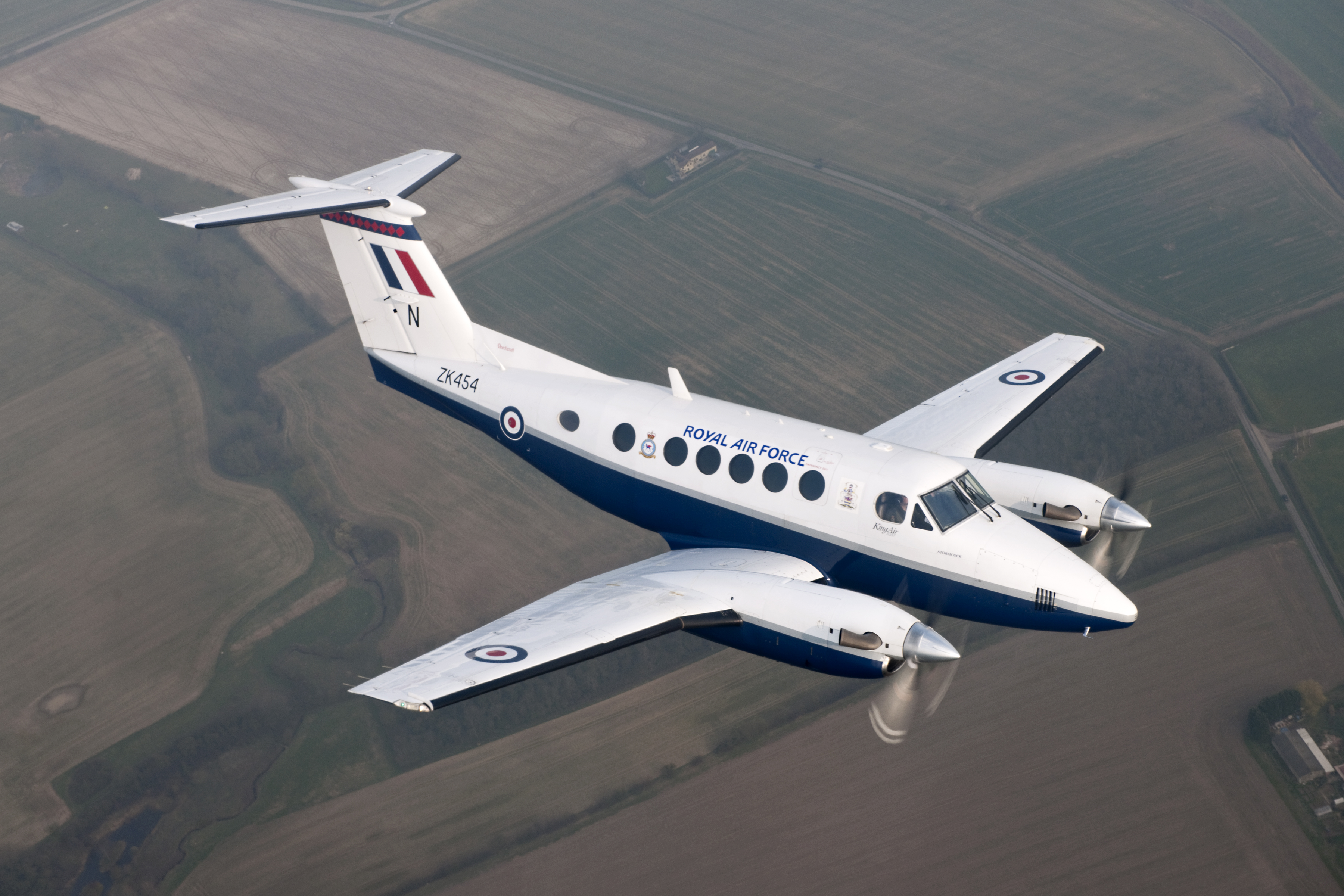
비치크래프트 슈퍼 킹 에어

비치크래프트 슈퍼 킹 에어는 미국 비치크래프트사의 쌍발 터보프롭 10인승 비행기이다.

## 역사
모델 200과 모델 300 시리즈는 시장에서는 처음에 "슈퍼 킹 에어" 시리즈라고 불렸다. 그러다가 1996년 슈퍼를 뺐다. 원래는 모델 90과 모델 100 시리즈가 "킹 에어" 시리즈라고 불렸다.
1974년부터 생산했다. 전세계 민수용 터보프롭 비행기 중에서 가장 오랫동안 생산중이다.

## 대한민국
2008년 7월, 기상청은 최초의 기상항공기 1대를 도입하려고 했다. 2017년 12월 20일 김포공항에서 비치크래프트 킹에어 350HW 취항식을 개최했다. 김포공항을 근거지로 삼고 연간 400시간가량 운항할 계획이다.
기상장비를 장착하지 않은 킹에어 350HW는 733만 달러(79억원)이다.

## 일본

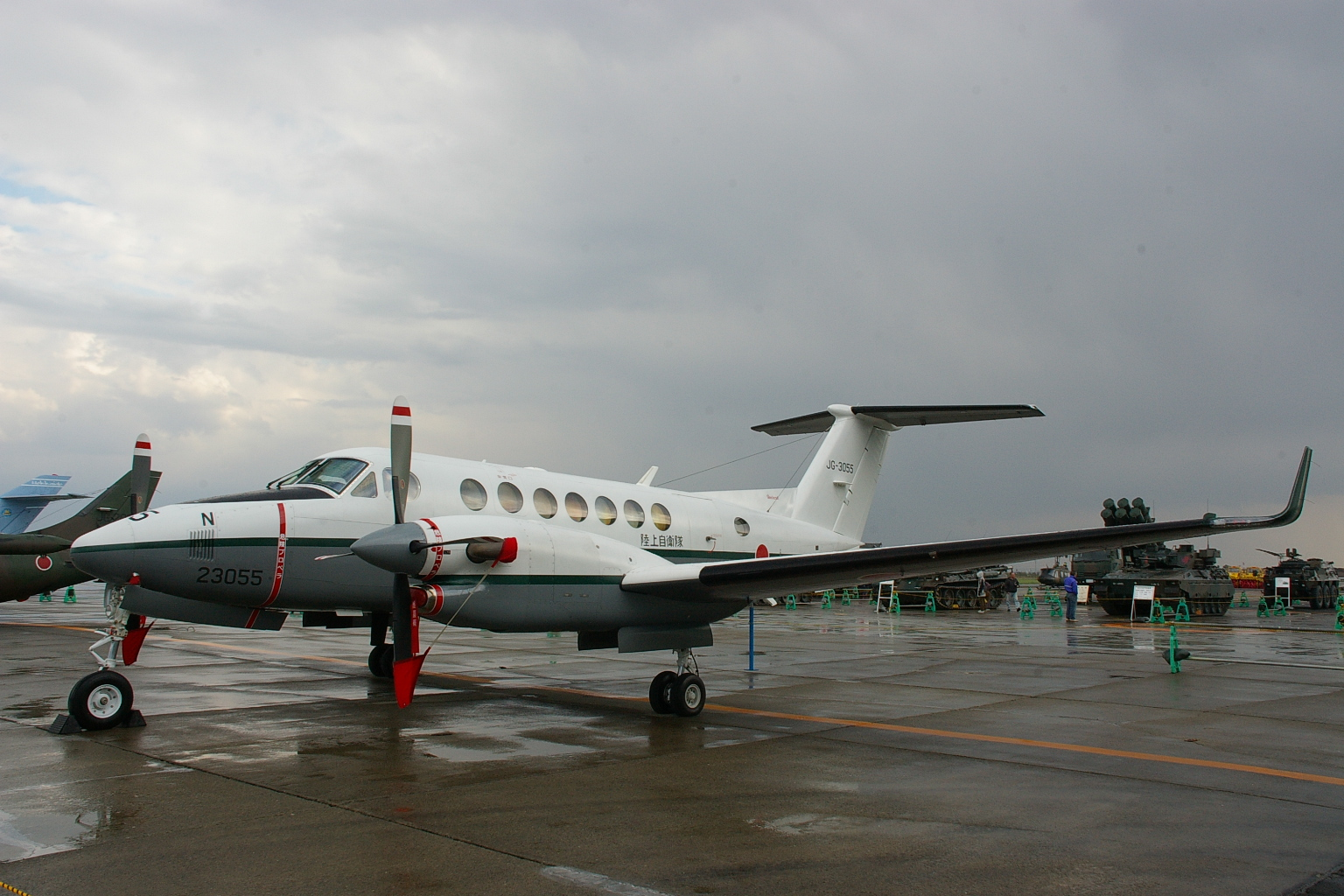
자위대 LR-2 정찰기

2017년 5월 15일, 일본 홋카이도 삿포로(札幌)시에 있는 육상자위대 북부 항공대 소속 육상자위대 정찰기 LR2 1대가 응급환자 수송 요청을 받고 홋카이도(北海道) 상공을 비행하던 중 추락했다. 오전 11시 23분께 삿포로시 오카다마 공항을 출발해 하코다테 공항으로 이동하던 중, 오전 11시 47분께 하코다테 공항 서쪽 약 30km 부근에서 관제탑과 연락이 두절된 후 레이다에서도 모습이 사라졌다. 조종사 2명과 승무원 2명 등 총 4명의 남성 자위관이 탑승하고 있었다.

## 제원 (350ER)
일반 특성
- 승무원: 2명
- 승객: 11명
- 길이: 14.22 m
- 날개폭: 17.65 m
- 높이: 4.37 m
- 최대이륙중량: 7,484 kg
- 엔진: PWC PT6A-60A 1,050 shp

성능
- 순항속도: 561 km/h
- 순항거리: 4,945 km
- 이륙거리: 1,006 m
- 최고고도: 10,668 m